# Lipsothrix fenderi
Lipsothrix fenderi là một loài ruồi trong họ Limoniidae. Chúng phân bố ở miền Tân bắc.